# Landau in der Pfalz

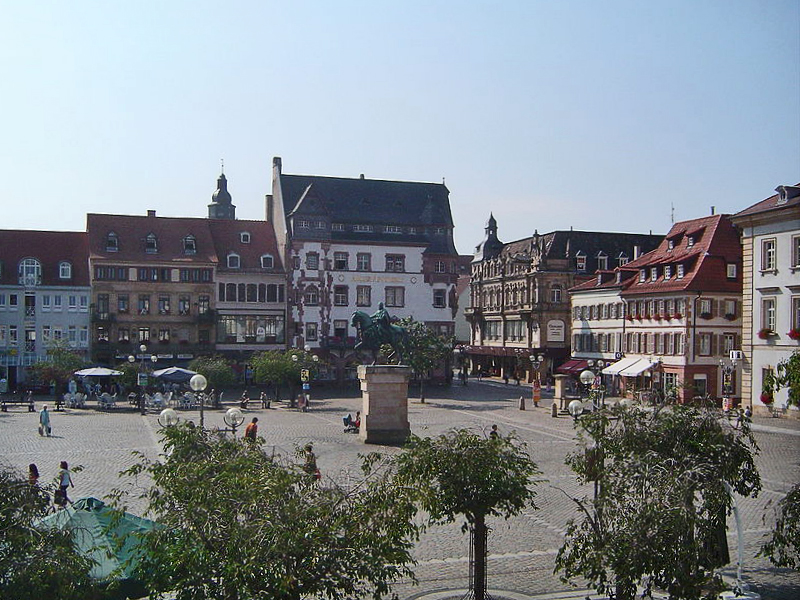
Het marktplein van Landau

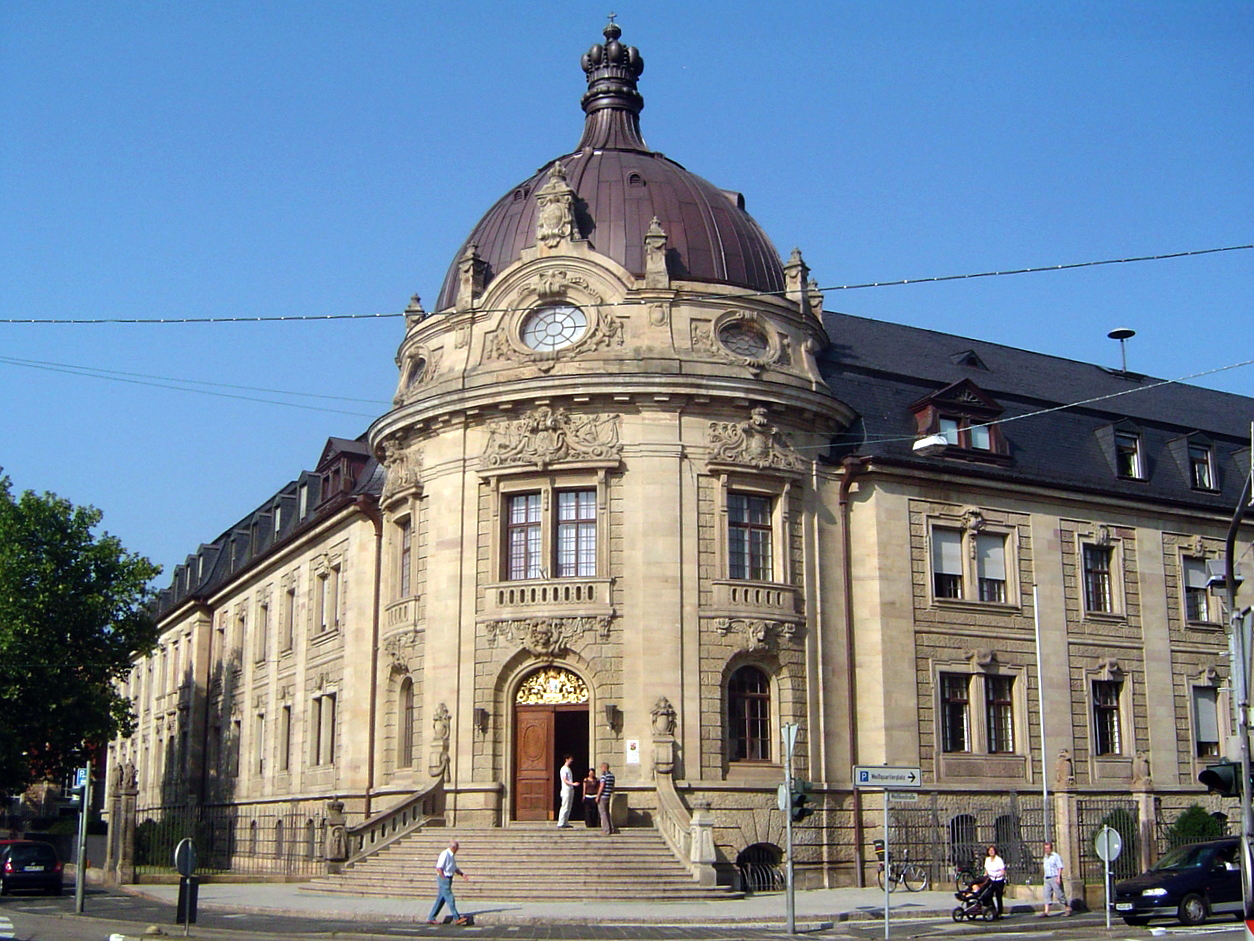
Het gerechtsgebouw van Landau

Landau in der Pfalz, ook wel Landau, is een Duitse kreisvrije stad in de deelstaat Rijnland-Palts. De stad telt 46.685 inwoners (31 december 2020) op een oppervlakte van 82,94 km².

## Indeling van de gemeente

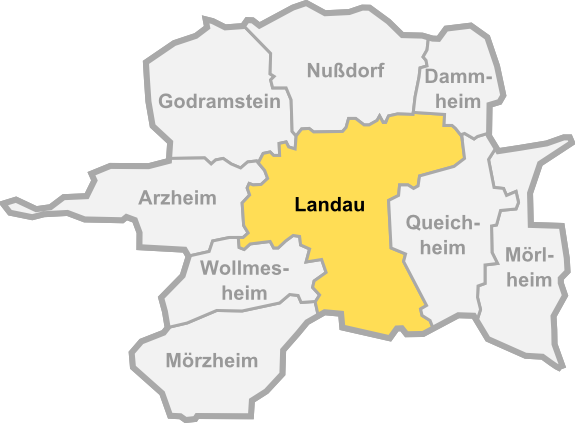
Landau en de 8 omringende stadsdelen

De gemeente bestaat uit de stad Landau, en daaromheen de volgende 8 stadsdelen:
- Arzheim
- Dammheim
- Godramstein
- Mörlheim
- Mörzheim
- Nußdorf
- Queichheim
- Wollmesheim

Deze plaatsen werden in uitvoering van het "1. Landesgesetz über die Verwaltungsvereinfachung im Land Rheinland-Pfalz" van 1 maart 1972 bij Landau ingelijfd.
Daarnaast behoort een 2.448½ hectare grote bosexclave Oberhaingeraide in het bos van Frankweiler, tot de gemeente. Deze ligt enkele kilometers ten noordwesten van de rest van de gemeente. Een Haingeraide was in de 7e t/m de 18e eeuw een gemeenschappelijk, als meent beheerd bosgebied. In de Napoleontische tijd werd aan deze oude rechtspraktijk een einde gemaakt, en werden de bosgebieden verdeeld tussen nieuwe gemeenten (mairies). In 1816 bevestigde het Koninkrijk Beieren deze nieuwe verdelingen.

## Geografie

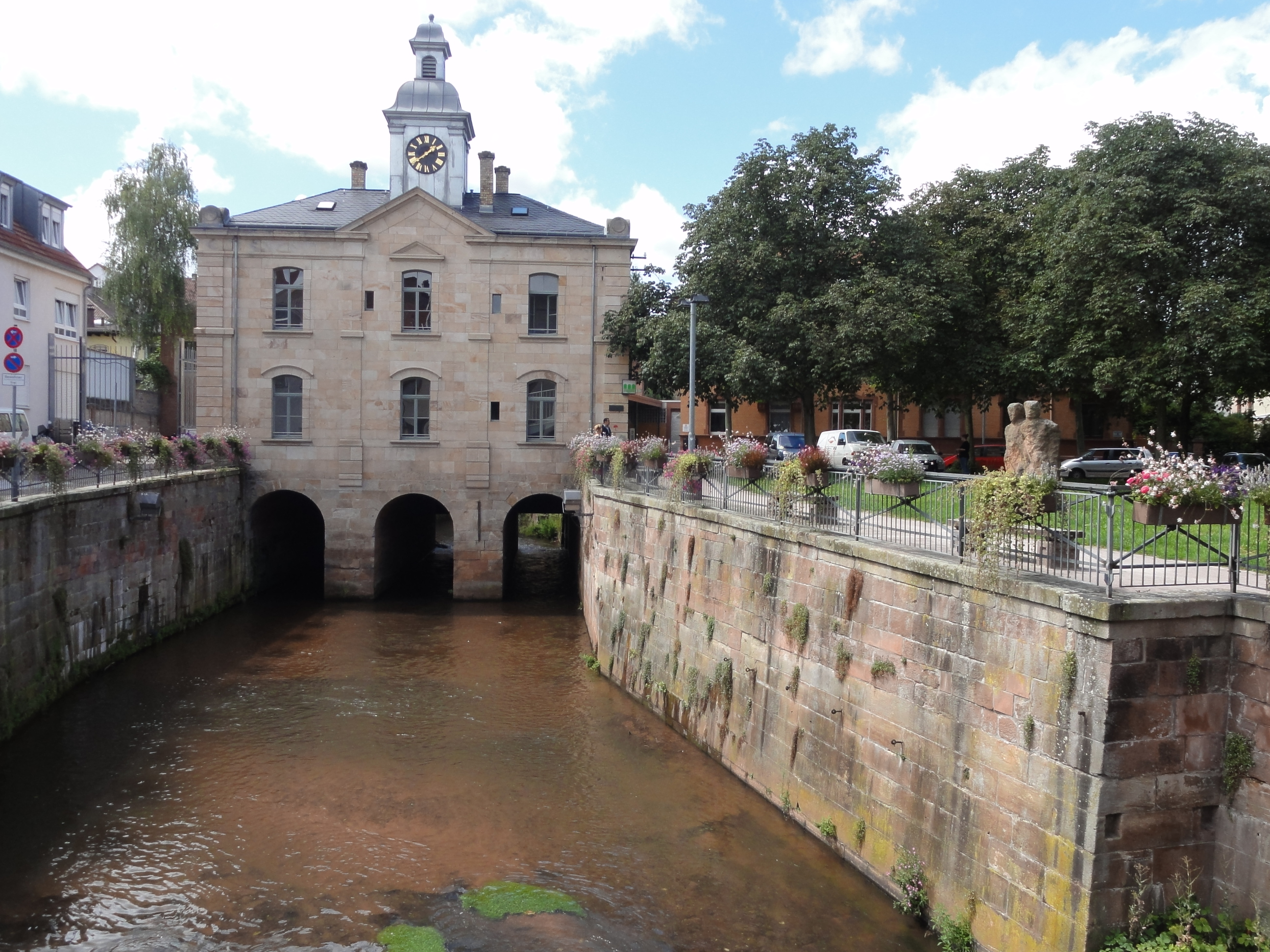
Gebouw Spritzenhaus op de Queich, in het stadscentrum

De stad ligt aan de Queich, een 51 km lang, globaal van west naar oost stromend, onbevaarbaar zijriviertje van de Rijn. De Rijn loopt 30 à 40 km ten oosten van Landau langs.
Ten westen van de stad strekt zich een tot 400-673 m hoog middelgebergte uit, het Paltserwoud (Pfälzerwald).

## Infrastructuur

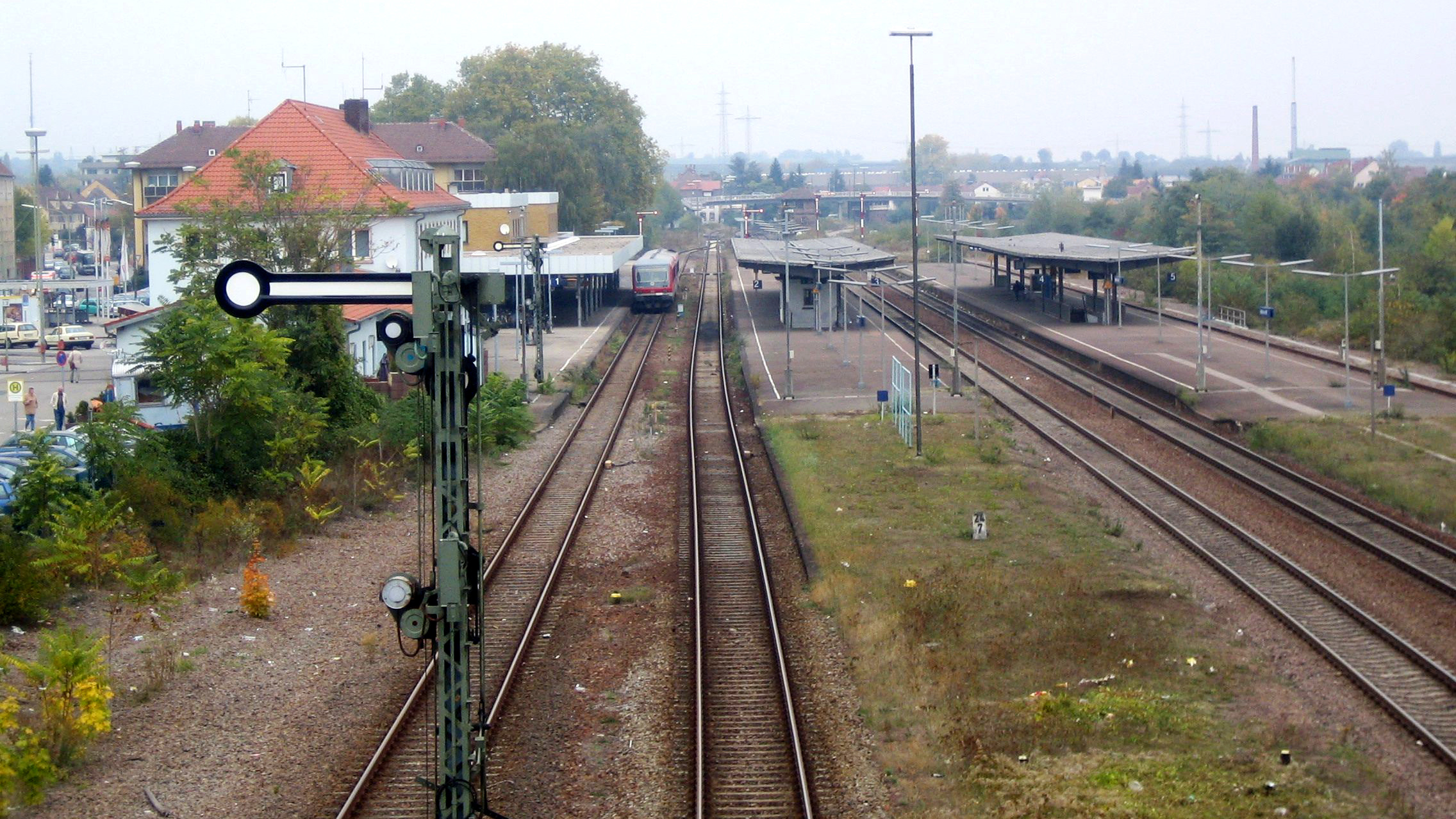
Station Landau (Pfalz) Hauptbahnhof
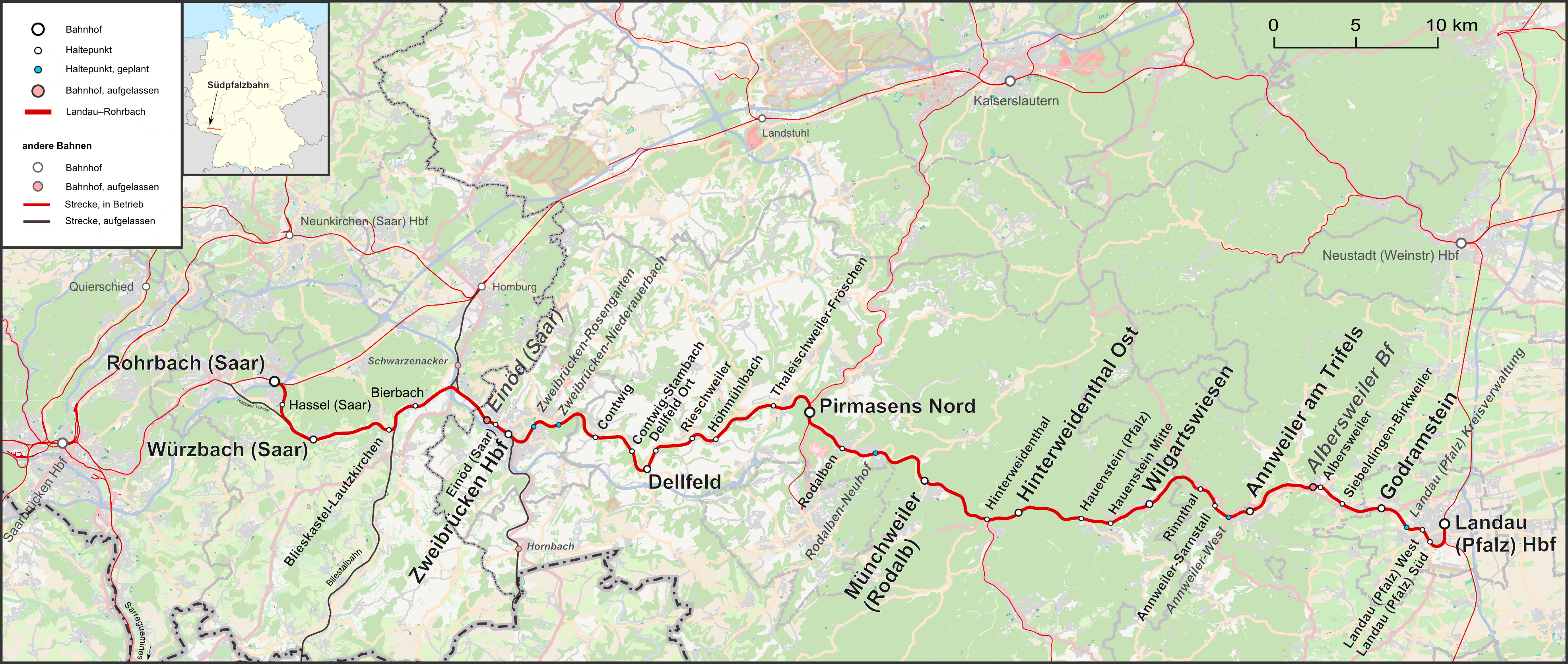
Kaart spoorlijn naar Rohrbach
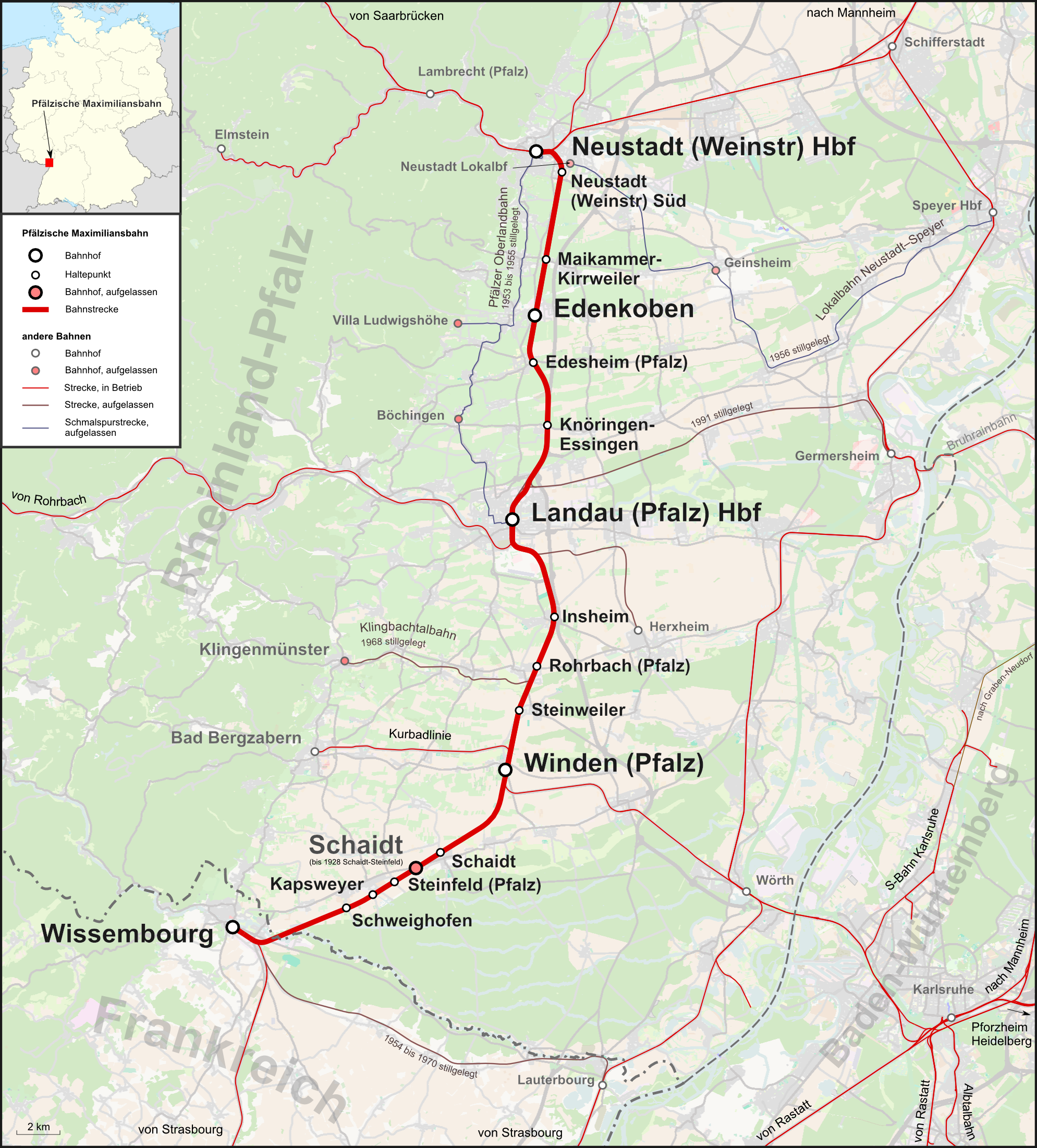
Kaart spoorlijn naar Wissembourg en Neustadt (Weinstraße)

Landau in der Pfalz ligt aan of dicht bij de volgende hoofdverkeerswegen:
- Autobahn A65, een noord-zuid-verbinding; afrit 16 van deze Autobahn ligt in de oostelijke buitenwijken van Landau
- Bundesstraße 10, westwaarts naar Annweiler am Trifels (bekend om de Rijksburcht Trifels), ruim 10 km
- Bundesstraße 38, zuidwestwaarts naar Bad Bergzabern, circa 12 km, en vandaar verder naar de grens met Frankrijk en de stad Wissembourg
- Bundesstraße 272, oost-noordoostwaarts naar Schwegenheim, circa 20 km.

Vanaf het centraal station van de stad, Landau (Pfalz) Hauptbahnhof, kan men per stoptrein, doorgaans één keer per uur, reizen naar:
- Neustadt an der Weinstraße
- Rohrbach (Saar) (bij Sankt Ingbert) via Pirmasens-Nord en Annweiler
- Station Winden (Pfalz), en van daar naar station Wissembourg (F) of Karlsruhe Hauptbahnhof

Vóór het station bevindt zich een in 2013 gemoderniseerd busstation, waar de drie stadsbuslijnen en talrijke streekbuslijnen een halte hebben.

## Geschiedenis
Landau verkreeg in 1274 stadsrechten van koning Rudolf I van Habsburg, die de stad in 1291 ook de rang van rijksstad verleende. In 1324 werd de stad aan de bisschop van Spiers als pand verpacht. Eerst in 1511 kon keizer Maximiliaan I het pand inlossen, en werd Landau onder de voogdij van Hagenau geplaatst. In 1521 trad Landau tot de Dekapolis, de Tienstedenbond van de Elzas, toe (nadat Mulhouse uitgetreden was.) In 1525 brak in Nußdorf, een nu tot Landau behorend dorp, de Pfälzische Bauernkrieg uit, een opstand van de bevolking tegen de heersende adel.
Door de Vrede van Westfalen werden in 1648 grote delen van de Elzas aan Frankrijk toegewezen. Landau en de andere Elzassische steden bleven formeel Duits, maar werden feitelijk door het Duitse rijk in de steek gelaten. De Tienstedenbond bleek te zwak om zich tegen de Franse Zonnekoning Lodewijk XIV door te zetten en de onafhankelijkheid te bewaren. Vanaf 1680 behoorde Landau, samen met de hele Elzas aan Frankrijk. Van 1688 tot 1691 werd de stad door de Franse militaire architect Vauban tot vestingstad verbouwd. Tijdens de verbouwingswerken woedde er in de stad een brand die grote delen van de grotendeels houten stad in de as legde. Er werd vermoed dat de brand in opdracht van de Franse bouwmeester aangestoken was. Bij de heropbouw van de binnenstad ontstonden rechte straten, rechthoekige huizenblokken en het grote marktplein.
Ten tijde van de Spaanse Successieoorlog wisselde Landau meermaals van 'eigenaar': In 1702 verjagen de keizerlijke troepen de Fransen, in 1703 veroverden deze de stad na de slag aan de Speyerbach terug, in 1704 viel Landau weer in keizerlijke handen. In 1713 werden de Duitse troepen onder leiding van hertog Karl Alexander van Württemberg weer belegerd en door de Fransen uit de stad verdreven. Vanaf toen bleef Landau, tot na het Congres van Wenen, in Frans bezit.
Net als in de overige delen van Frankrijk heerste vanaf 20 juli 1789 de Franse Revolutie in Landau.
Na de nederlagen van Napoleon werden door het Verdrag van Parijs of de zogenaamde "Tweede Parijse Vrede" van 20 november 1815 de grenzen van Frankrijk teruggebracht tot die van 1790, en kwam Landau, dat tijdens de voorafgaande oorlog door Oostenrijkse troepen op de Fransen veroverd was, onder Oostenrijks bestuur te staan. Door het Congres van Wenen werd de hele Palts, en dus ook de stad Landau, aan Beieren toegewezen. Landau werd, samen met Luxemburg en Mainz als Bundesfestung vastgelegd, maar het zou nog tot 27 januari 1831 duren voor de Duitse Bond effectief de controle over de vesting overnam.
Na de Eerste Wereldoorlog kwam Landau weer onder Franse controle: Rijnland werd tot 1930 door de Fransen bezet. Ook na de Tweede Wereldoorlog lag de stad in de Franse bezettingszone en werd een garnizoensstad voor de Franse troepen.
Nadat de Bondsrepubliek op 5 mei 1955 door het in kracht treden van de Verdragen van Parijs van 1954 soeverein en lid van de NAVO geworden was, was de stationering van de Franse militairen door het Navo-troepenstatuut geregeld. In 1999 werden de laatste Franse soldaten uit Landau teruggetrokken.

## Politiek

### Stadsraad
De stadsraad telt 44 zetels.
De stadsraadsverkiezingen van 25 mei 2014 gaven volgende uitslag:
| Verkiezing | SPD | CDU | Grüne | FDP | Linke | AfD | Piraten | FWG | UBFL | Totaal    |
| ---------- | --- | --- | ----- | --- | ----- | --- | ------- | --- | ---- | --------- |
| 2014       | 14  | 14  | 6     | 1   | -     | 2   | 1       | 4   | 2    | 44 zetels |
| 2009       | 15  | 14  | 5     | 4   | 0     | -   | -       | 4   | 2    | 44 zetels |
| 2004       | 13  | 17  | 5     | 3   | -     | -   | -       | 4   | 2    | 44 zetels |

### Overig
- Landau heeft een partnerschap met de Franse steden Haguenau en Ribeauvillé, alsmede met het Ruandese Ruhango.
- Naar Landau is een bepaald type koets vernoemd: de landauer.

## Geboren
- Thomas Nast (1840-1902), Duits-Amerikaanse cartoonist
- Ernst Maisel (1896-1978), generaal
- Volker Zotz (1956), filosoof